# William Bailey
William James "„Bill”" Bailey (ur. 6 kwietnia 1888 w Londynie, zm. 12 lutego 1971 w Chiswick) – brytyjski kolarz torowy, pięciokrotny medalista mistrzostw świata.

## Kariera
Pierwszy sukces w karierze William Bailey osiągnął w 1909 roku, kiedy zdobył złoty medal w sprincie indywidualnym amatorów podczas mistrzostw świata w Kopenhadze. W zawodach tych bezpośrednio wyprzedził Niemca Karla Neumera oraz Francuza Maurice'a Schillesa. W tej samej konkurencji Bailey zwyciężał jeszcze trzykrotnie, na: mistrzostwach świata w Brukseli (1910), mistrzostwach w Rzymie (1911) oraz mistrzostwach w Berlinie (1913). Po przerwie spowodowanej I wojną światową powrócił do kolarstwa w 1920 roku przeszedł na zawodowstwo. Właśnie w 1920 roku Brytyjczyk zdobył swój ostatni medal - na mistrzostwach świata w Antwerpii zajął trzecie miejsce w sprincie, za Australijczykiem Robertem Spearsem i Szwajcarem Ernstem Kaufmannem. W 1908 roku William Bailey wystartował na igrzyskach olimpijskich w Londynie odpadł w eliminacjach sprintu, a rywalizacji w wyścigu na 5 km nie ukończył. Ponadto trzykrotnie zdobywał tytuł mistrza Wielkiej Brytanii w sprincie (1909, 1912 i 1913).